# 亚历山大·谢列平
亚历山大·尼古拉耶维奇·谢列平（羅馬化：Aleksandr Nikolayevich Shelepin；1918年8月18日—1994年10月24日），苏联党和国家领导人。曾任苏联共青团中央第一书记、国家安全委员会副主席、党和国家监察委员会主席、克格勃主席、部长会议副主席、工会中央理事会主席等职务。

## 生平
- 1918年8月18日出生于沃罗涅日的一个铁路职员家庭。1934年3月加入共青团，担任高中团委书记。1936年以优异成绩毕业，考入莫斯科车尔尼雪夫斯基学院（俄语：Московский институт философии, литературы и истории）。
- 1936年-1939年，车尔尼雪夫斯基学院历史系学习。期间，1938年12月-1939年，共青团莫斯科州索科尔尼基区委书记。
- 1939年12月-1940年4月，苏联红军服役，参与苏芬战争。1940年加入联共（布）。
- 1940年4月-1941年，车尔尼雪夫斯基学院历史系学习。
- 1940年10月-1943年，共青团莫斯科市委督导员、军事体育部主任、团市委书记。曾参与选派敌后游击队员工作。
- 1943年5月-1949年，共青团中央书记。
- 1949年-1952年10月，共青团中央第二书记。
- 1952年10月-1958年4月，共青团中央中央第一书记。曾负责领导世界民主青年联盟。
- 1958年4月-12月，苏共中央加盟共和国党委机关部部长。
- 1958年12月-1961年11月，苏联国家安全委员会主席。1959年3月3日，向尼基塔·赫鲁晓夫报告[2]，核实了卡廷惨案中被苏联内务人民委员会枪杀的波兰人总人数为21,857人，为掩人耳目建议将这些人的个人档案全部销毁。
- 1961年10月-1967年9月，任苏共中央书记处书记。期间，1962年11月-1965年12月，苏联部长会议副主席，苏联部长会议与苏共中央国家监察委员会主席。
- 1967年7月-1975年12月，全苏工会中央理事会主席。
- 1975年12月-1984年，苏联国家职业技术教育委员会副主席。
- 1984年起退休。
- 1994年10月24日于莫斯科逝世，享年76岁。葬于新圣女公墓。

谢列平是苏共19-24大代表，第22届中央主席团委员，第23-24届中央政治局委员，第19-24届中央委员；第4-8届苏联最高苏维埃民族院代表，第2-3,7-8届俄罗斯苏维埃联邦社会主义共和国最高苏维埃代表。

## 軼事
谢列平为人专横而又耿直，一方面曾将绝大多数的苏联作家流放西伯利亚，广泛参与了在国外的暗杀活动的决策，另一方面他也坚决谴责1937年的镇压，努力为那些蒙受不白之冤的人平反。反对到处出现肖像，谢列平说：“他对游行时他站在列宁墓上而工人们举着他的肖像感到羞愧，为什么要到处展示领袖的肖像呢？”德国入侵苏联时，24岁的谢列平在莫斯科军队中担任团干部，负责征兵。他本人拒绝了卓娅的第一次申请，但后来他还是让她去了。卓娅刚到达她工作岗位就被俘并遭处决。谢列平为此写了一首长诗《卓娅》并获得斯大林奖金，为此他名声大噪。

## 荣誉
- 四次列宁勋章
- 劳动红旗勋章
- 二级卫国战争勋章（1985年3月11日）
- 红星勋章（1942年2月27日）[4]
- 保卫莫斯科奖章
- 一级卫国战争游击队员奖章
- 1941-1945年伟大卫国战争战胜德国奖章（1945年）
- 1941-1945年伟大卫国战争中忘我劳动奖章（1945年）
- 纪念列宁诞辰一百周年奖章